# Arctia floresi
Arctia floresi är en fjärilsart som beskrevs av Ramon Agenjo Cecilia 1942. Arctia floresi ingår i släktet Arctia och familjen björnspinnare. Inga underarter finns listade i Catalogue of Life.